# アズマニシキ (貝類)
アズマニシキ (Azumapecten farreri nipponensis) はイタヤガイ科に属する二枚貝である。金魚にアズマニシキと言う品種が存在することから、区別のためにアズマニシキガイと表記される事も多い。

## 分布
海水生。50mよりも浅い岩礫底。
東北から九州。朝鮮半島、沿海州、中国沿岸に棲息。

## 形態
殻長は約7.5cm、殻高は約8cm、殻幅は約2.5cmで扇形。左殻は少し膨らみ、右殻はやや平たくなる。殻頂の前耳は広くて大きい。放射肋は多数あるが、そのうちの約10本がやや太くなり、肋の上には鱗状の突起が存在する。突起の太さは不規則である。殻の色は赤褐色を基調とするが、紫色、白色、赤色、橙色などの変異が存在する。近隣の種として区別が付きにくいアカザラガイより鱗片が立つので、見分けることができる。アカザラガイはアズマニシキの北方型とされている。

## 生態
潮間帯から水深50メートルぐらいまでの岩礫(がんれき)に足糸を出して着生する。しばしばホタテガイの養殖棚に付着する。

## 利用
日本各地で食用とされてきたが量的に少なく、ほぼ流通の場には出なかったもの。以前は良く垂下養殖のホタテガイに付着した状態で出荷されていたが、近年ではそう言った混在は減っている。三陸沿岸ではホタテガイの代用品として垂下養殖されたこともある。ホタテガイと同様に旨味成分に優れる。また近年では中国産のボイル冷凍品が「ベビーほたて」として多く流通している。